# Fleshlight
Die Fleshlight ist ein Sexspielzeug in Form einer künstlichen Vagina des US-amerikanischen Herstellers Interactive Life Forms, LLC. Zudem stehen auch anus-, mundförmige und andere Öffnungen als Fleshlight zur Verfügung. Sie werden zur sexuellen Stimulation des Penis verwendet.
Die Fleshlight stellt mit über 15 Millionen (Stand September 2019) verkauften Exemplaren eines der beliebtesten Sexspielzeuge für Männer dar.

## Geschichte

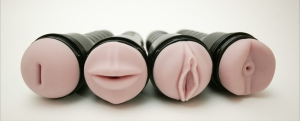
Auswahl an Fleshlight-Produkten

Die Fleshlight wurde von Steve Shubin als „Gerät zum diskreten Sammeln von Sperma“ entworfen und erstmalig im Jahre 1996 zum Patent angemeldet und 1998 gewährt.
Das Gerät wird von Interactive Life Forms, LLC vermarktet.
Im Oktober 2011 stellte Fleshlight neben ihrer klassischen Kollektion auch die Versionen Drac, Frank und Zombie vor, in der sich die Fleshlights an Designs im Fantasy- oder Horror-Stil orientierten, die sich von den traditionell verwendeten konventionellen pornografischen Modellen fernhielten.
Im Jahr 2019 wurde die Quickshot Launch veröffentlicht.

## Name und Aussehen

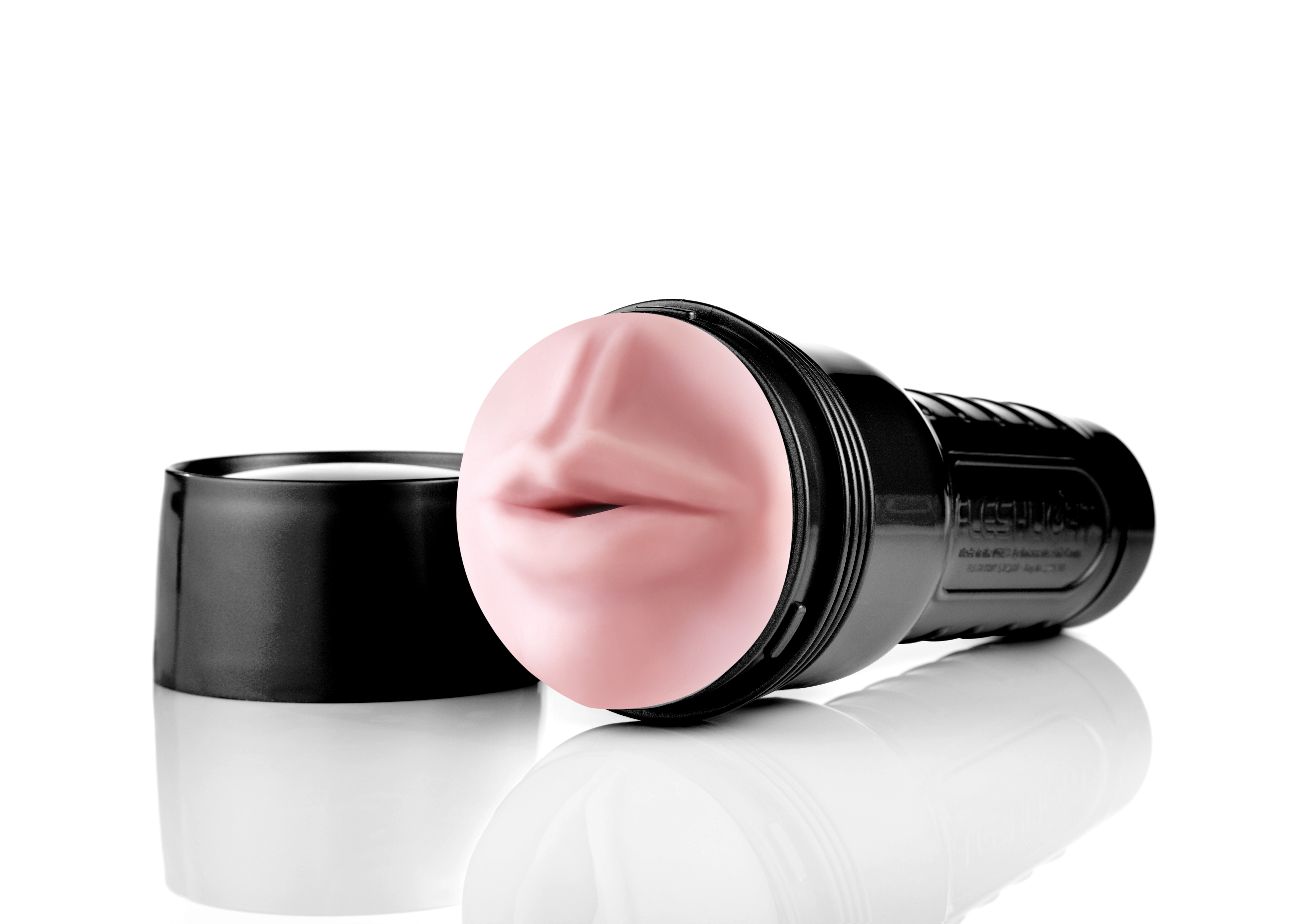
Seitenansicht

Seinen Namen verdankt es dem fleischähnlichen Material, das in der Innenhülle verwendet wird, sowie dem Kunststoffgehäuse, das an eine Taschenlampe (engl. Flashlight) erinnert. Das herausnehmbare Innere besitzt eine hautähnliche, in über 48 Varianten erhältliche Struktur, welche den Penis stimuliert. Es stehen vulva/vagina-, anus-, mundförmige und andere Öffnungen zur Verfügung.
Als Fleshjack werden speziell für homosexuelle Männer entwickelte Fleshlights angeboten.

## Auszeichnungen
Die Fleshlight gewann in den Jahren 2013 ("Best Pleasure Product Manufacturer – Large") und 2014 ("Best Product Line for Men") jeweils einen AVN Award.